# Brădești (Harghita)
Brădești [brəˈdeʃtʲ] (veraltet Fenied, Fened oder Brad; ungarisch Fenyéd) ist eine Gemeinde im Kreis Harghita, in der Region Siebenbürgen in Rumänien.

## Geographische Lage

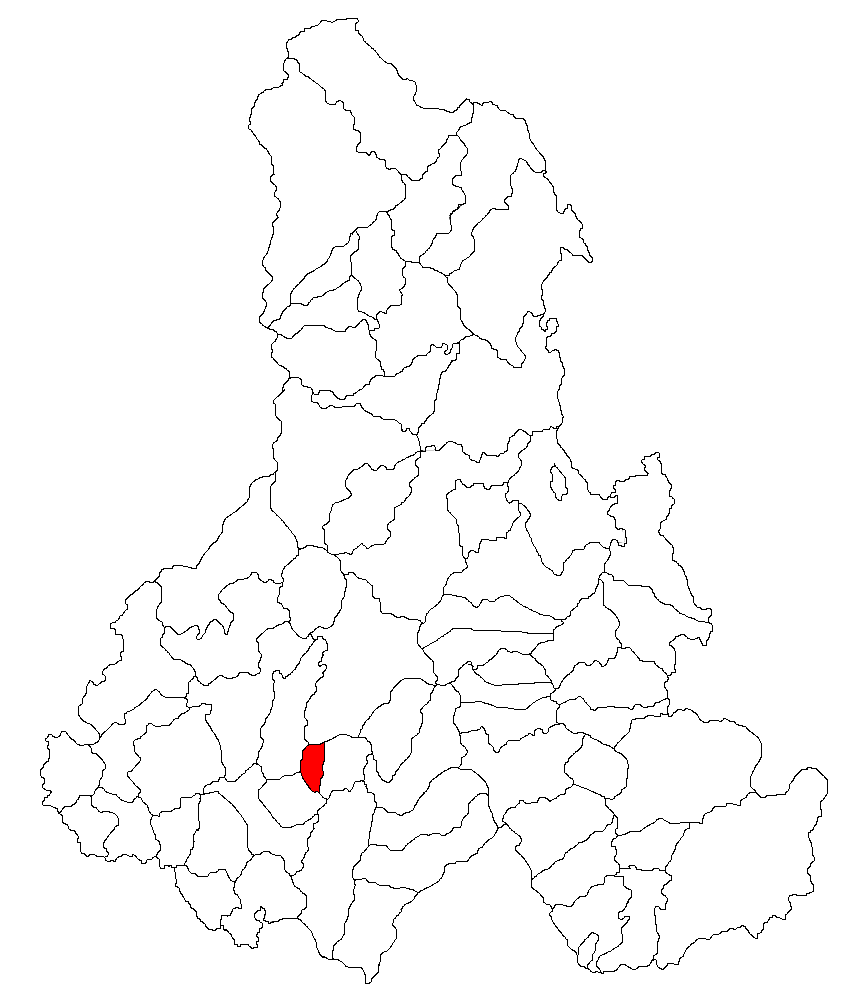
Lage der Gemeinde Brădești im Kreis Harghita

Die Gemeinde Brădești liegt in den Westausläufern des Harghita-Gebirges – ein Teilgebirge der Ostkarpaten – in der historischen Region Szeklerland in der Südhälfte des Kreises Harghita. An der Mündung des Baches Brădești, in die Târnava Mare (Große Kokel) und der Nationalstraße DN13A liegt der Ort Brădești fünf Kilometer nordöstlich der Stadt Odorheiu Secuiesc (Oderhellen) und etwa 50 Kilometer westlich von der Kreishauptstadt Miercurea Ciuc (Szeklerburg) entfernt.
Der nächstgelegene Bahnhof befindet sich in Odorheiu Secuiesc an der Eisenbahnstrecke Sighișoara–Odorheiu Secuiesc.

## Geschichte
Der mehrheitlich von Szeklern bewohnte Ort Brădești wurde erstmals 1333 urkundlich erwähnt. Archäologische Funde sind auf dem Gebiet der aktuellen Gemeinde nicht verzeichnet.
Zur Zeit des Königreichs Ungarn gehörte Brădești dem Stuhlbezirk Udvarhely in der Gespanschaft Udvarhely (rumänisch Comitatul Odorhei), anschließend dem historischen Kreis Odorhei und ab 1950 dem heutigen Kreis Harghita an. Bis 2004 war die heutige Nachbargemeinde Satu Mare Teil der Gemeinde Brădești.
In beiden Ortschaften der Gemeinde sind schön geschnitzte Holztore zu sehen.

## Bevölkerung
Die Bevölkerung der heutigen Gemeinde Brădești entwickelte sich wie folgt:
| Volkszählung | Volkszählung | Ethnische Zusammensetzung | Ethnische Zusammensetzung | Ethnische Zusammensetzung | Ethnische Zusammensetzung |
| Jahr         | Bevölkerung  | Rumänen                   | Ungarn                    | Deutsche                  | andere                    |
| ------------ | ------------ | ------------------------- | ------------------------- | ------------------------- | ------------------------- |
| 1850         | 804          | 1                         | 803                       | -                         | 1                         |
| 1930         | 1.423        | 3                         | 1.412                     | 6                         | 2                         |
| 1992         | 1.603        | 10                        | 1.593                     | -                         | -                         |
| 2011         | 1.915        | 20                        | 1.871                     | -                         | 24                        |
| 2021         | 2.122        | 18                        | 1.956                     | -                         | 148                       |

Seit 1850 wurde auf dem Gebiet der heutigen Gemeinde die höchste Einwohnerzahl und die der Magyaren und der Rumänen 2011 ermittelt. Die höchste Anzahl der Roma (38) wurde 2021 und die der Rumäniendeutschen 1930 registriert.

## Sehenswürdigkeiten
- Im eingemeindeten Dorf Târnovița (Küküllőkeményfalva) die katholische Kirche 1802 errichtet.[6]